# Mora (album)
Mora è l'ottavo album in studio del cantante turco Volkan Konak, pubblicato il 9 maggio 2006 dalla DMC.

## Tracce
1. Gardaş – 4:21 (testo: Nuran Bahçekapılı – musica: anonimo)
2. Ayşem destanı II – 4:36 (testo: anonimo – musica: Volkan Konak)
3. Bu gaybana sevdaluk – 3:47 (Efkan Şeşen)
4. Dertliyim kederliyim – 3:51 (Maçkali Hasan Tunç)
5. Kavga – 4:03 (Cem Karaca)
6. Nefesim nefesine – 3:19 (Zülfü Livaneli)
7. Eledim eledim – 2:59 (anonimo)
8. O vay beni ağlarum – 3:36 (anonimo)
9. Oy trabzon – 3:30 (Efkan Şeşen)
10. Karıma mektup – 3:22 (testo: Nazım Hikmet Ran – musica: Uğur Varol)
11. Kol bastı havası/Faroz kesmesi – 4:01 (testo: Erkan Ocaklı – musica: anonimo)

## Classifiche
| Classifica (2006) | Posizione |
| ----------------- | --------- |
| Turchia           | 32        |